# Tropidodipsas fasciata
Espèce
Synonymes
- Leptognathus subannulatus Müller, 1887
- Cochliophagus tornieri Müller, 1924
- Tropidodipsas guerreroensis Taylor, 1939

Tropidodipsas fasciata  est une espèce de serpents de la famille des Dipsadidae.

## Répartition
Cette espèce est endémique du Mexique. Elle se rencontre dans les États de Guerrero, de Tamaulipas, de Veracruz et d'Oaxaca. Sa présence est incertaine au Guatemala.

## Liste des sous-espèces
Selon The Reptile Database (28 août 2012) :
- Tropidodipsas fasciata fasciata Günther, 1858
- Tropidodipsas fasciata guerreroensis Taylor, 1939

## Publications originales
- Günther, 1858 : Catalogue of Colubrine Snakes in the Collection of the British Museum, London, p. 1-281 (texte intégral).
- Taylor, 1939 : Some Mexican serpents. University of Kansas science bulletin, vol. 26, no 13, p. 445-487 (texte intégral).